# پیتزگرات
پیتزگرات (به لاتین: Petersgrat) یک کوه در سوئیس است که در کانتون وله واقع شده‌است. پیتزگرات ۳٬۲۰۲ متر بالاتر از سطح دریا واقع شده‌است.